# Wete
Wete è una città della Tanzania, situata sull'isola di Pemba. È il capoluogo della Regione di Pemba Nord.